# ラウラ・ダ・ポーラの肖像

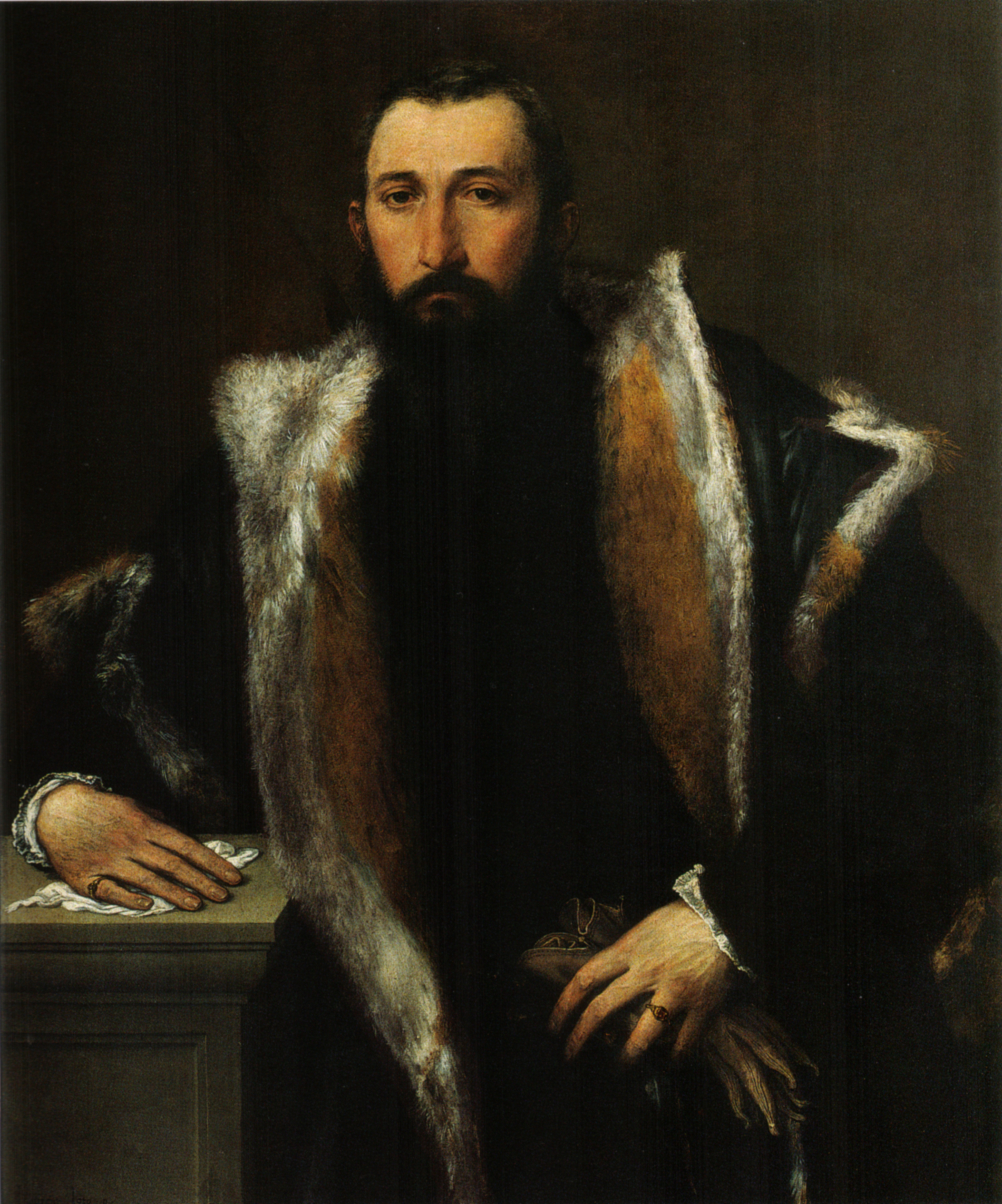
『フェーボ・ダ・ブレシアの肖像』ブレラ美術館、ミラノ

『ラウラ・ダ・ポーラの肖像』（ラウラ・ダ・ポーラのしょうぞう、伊: Ritratto di Laura da Pola、英: Portrait of Laura da Pola）は、イタリア盛期ルネサンスのヴェネツィア派の画家ロレンツォ・ロットが1543–1544年にキャンバス上に油彩で描いた肖像画である。本作および対になる『フェーボ・ダ・ブレシアの肖像』は、1859年に画家のフランチェスコ・アイエツによりミラノのブレラ美術館のために購入され、翌年、イタリア王国の初代国王となったヴィットーリオ・エマヌエーレ2世がその購入費を拠出した。作品は以来、ブレラ美術館に所蔵されている。

## 作品
本作と夫のフェーボの肖像には2枚1組で夫婦の絆を祝福する当時の傾向が現れているが、ロットはこれら２点以外には2枚組の作品は手掛けていない。
描かれている女性は、トレヴィーゾ出身の貴族であったフェーボ・ベッティニョーリ・ダ・ブレシア (Febo Bettignoli da Brescia) の妻である。フェーボは、1543年4月に本作および対になる自身の肖像をロットに依頼したが、それは画家の帳簿に記録されており、これら2点の肖像画に40スクード金貨が支払われた。両作品は1544年に夫妻に引き渡され、1547年のフェーボの死後は家系が途絶える19世紀まで妻の子孫に相続された。
本作はロットの最高傑作の1つと見なされており、画家は絵画の依頼者が伝えることを望んだ数々のメッセージに絵画的表現を与えている。ラウラはカジュアルな姿勢で自身の寝室の家具にもたれかかっている。しかし、非公式の場面設定でありながら、彼女は豪華な衣装を纏い、金の鎖のついた羽の団扇、高価なリングなどの贅沢品を見せており、当時の人々であればすぐに彼女がトレヴィーゾの町で最も身分の高い家族の一員であることが理解できたであろう。また、当時の未婚女性は公共の場に現れることは許されなかったため、この肖像画はラウラの既婚女性としての地位を寿いだものとして見られるべきである。彼女は良い結婚のおかげで得た自分自身とその地位を示しているのである。